# Virola theiodora
Virola theiodora är en tvåhjärtbladig växtart som först beskrevs av Richard Spruce och George Bentham, och fick sitt nu gällande namn av Otto Warburg. Virola theiodora ingår i släktet Virola och familjen Myristicaceae. Inga underarter finns listade i Catalogue of Life.